# Silvino Lobos
Silvino Lobos (Bayan ng Silvino Lobos) är en kommun i Filippinerna. Kommunen ligger på ön Samar, och tillhör provinsen Norra Samar. Folkmängden uppgår till 23 991 invånare.

## Barangayer
Silvino Lobos är indelat i 26 barangayer.
| - Balud - Cababayogan - Cabunga-an - Cagda-o - Caghilot - Camanggaran - Camaya-an - Deit De Suba - Deit De Turag - Gebonawan - Gebolwangan - Gecbo-an - Giguimitan | - Genagasan - Geparayan De Turag - Gusaran - Imelda - Montalban - Suba (Pob.) - San Isidro - Senonogan de Tubang - Tobgon - Victory - Poblacion I - Poblacion II - San Antonio |